# Прага (Варшава)
Прага (пол. Praga) — історичний район польської столиці — спочатку передмістя, нині частина Варшави, розташований на правому березі Вісли. Статус міста передмістя отримало 10 лютого 1648 року указом короля Владислава IV Вази. 18 квітня 1791 року місто Прага було скасовано, ставши одним з історичних районів Варшави. Нині його територія розділена на дільниці Прага Північна і Прага Південна.

## Історія
Перша згадка про Прагу датується 1432 роком. Етимологія назви означає «місце перш зайняте лісом, який спалили, щоб підготувати землю для посіву» (пор.: прах). 10 лютого 1648 року король Владислав IV Ваза дарував Празі статус міста. Центр міста знаходився в районі сучасних Празького парку та зоопарку у Варшаві. Від старої ратуші збереглася лише назва вулиці, на якій колись стояла будівля. Єдиний вцілілий пам'ятник того часу — церква Лоретанській Богоматері.
Місто Прага складався з трьох юридик — Голедзинов (заснований у 1764 році), Прага (заснований в 1648 році) і Скаришев-Камен (заснований в 1641 році). За Законом про міста від 18 квітня 1791 року, яке скасувало поділ на юридики, в тому ж році місто Прага було скасовано, а його територія включена до складу міста Варшави.
13 лютого 1831 році російська армія під проводом генерал-фельдмаршала Дибича-Забалканского розбивши війська повстанців у битві на полі під Гроховом, зайняла Прагу і придушила Листопадове повстання польських патріотів.
У 1823 році закінчено спорудження шосе Москва — Варшава. У 1862 році відкрито рух на усій ділянці Петербурго-Варшавської залізниці, кінцеву станцію якої розташували на Празі. В 1858—1864 роках побудований Олександрівський міст через Віслу. У 1873—1875 роках побудований залізничний міст через Віслу. Дороги правого береги з'єднані з Варшаво-Віденською залізницею.
У період Другої Речі Посполитої на території історичного району 5 липня 1928 року було створено графство Варшава-Прага, що включало в себе всю правобережну Варшаву. Воно було поділено на округи-дзельниці Прага Пулноц, Прага Полудень, Грохув, Голедзінов, Таргувек і Брудно.
Під час Другої світової війни Прага залишилася відносно не зруйнованою. Постраждали, головним чином, корпуси промислових підприємств. 14 вересня 1944 року війська Червоної армії зайняли Прагу. У 1961 році комуністична влада знищила, дивом уцілілу під час нацистської окупації, Празьку синагогу.
У післявоєнні роки в Празі було побудовано найбільше промислове підприємство у Варшаві — Завод легкових автомобілів. У 1955 році тут побудували Стадіон Десятиліття. На території історичного району знаходяться Ружицький ринок і корпус колишнього Горілчаного заводу «Конесер» («Гурман»), в будинках якого періодично влаштовує виставки Музей Варшавської Праги. У Празі знаходиться кафедра єпархії Варшави-Праги.

## Пам'ятки
- Пам'ятник-обеліск будівництва Московського шосе (1823).
- Собор Святої Марії Магдалини (1867—1869).
- Базиліка Святих Михайла і Флоріана (1887—1904).
- Базиліка Найсвятішого Серця Ісуса (1907—1923).

### Втрачені пам'ятки
- Празька синагога (1836).
- Петербурзький вокзал (1862).
- Олександрівський міст (інженер Кербедз Станіслав Валеріанович, 1864).
- Головний пам'ятник Гроховському бою (1846).
- Братська могила Малоросійського кірасирського полку (XIX).
- Пам'ятник радянсько-польського братерства по зброї (1945).

## Галерея

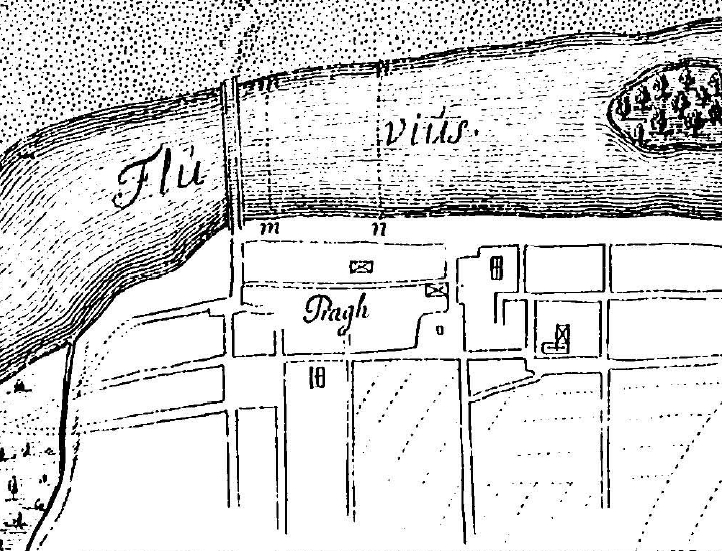
Місто Прага на карті 1705 року
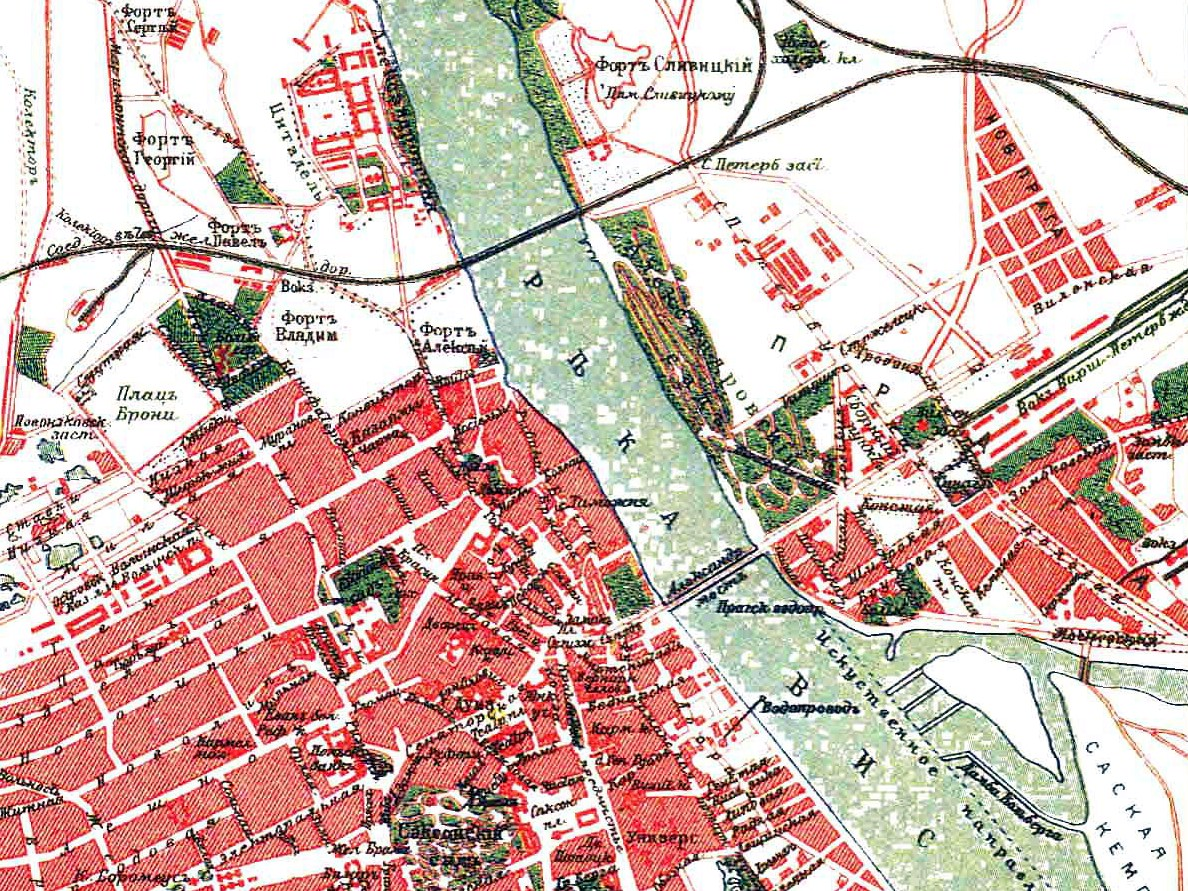
Прага на карті Варшави 1900 року
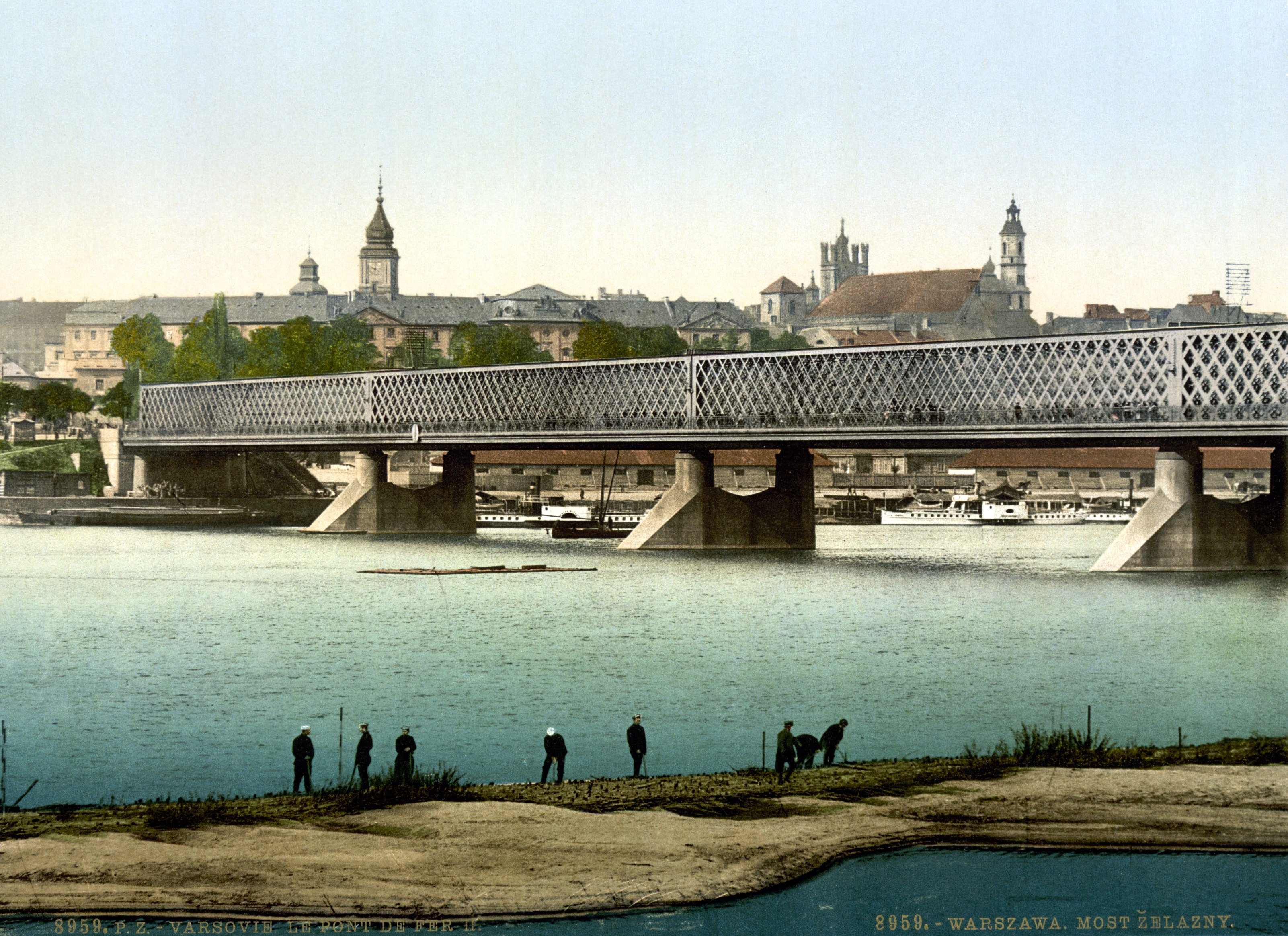
Олександрівський міст
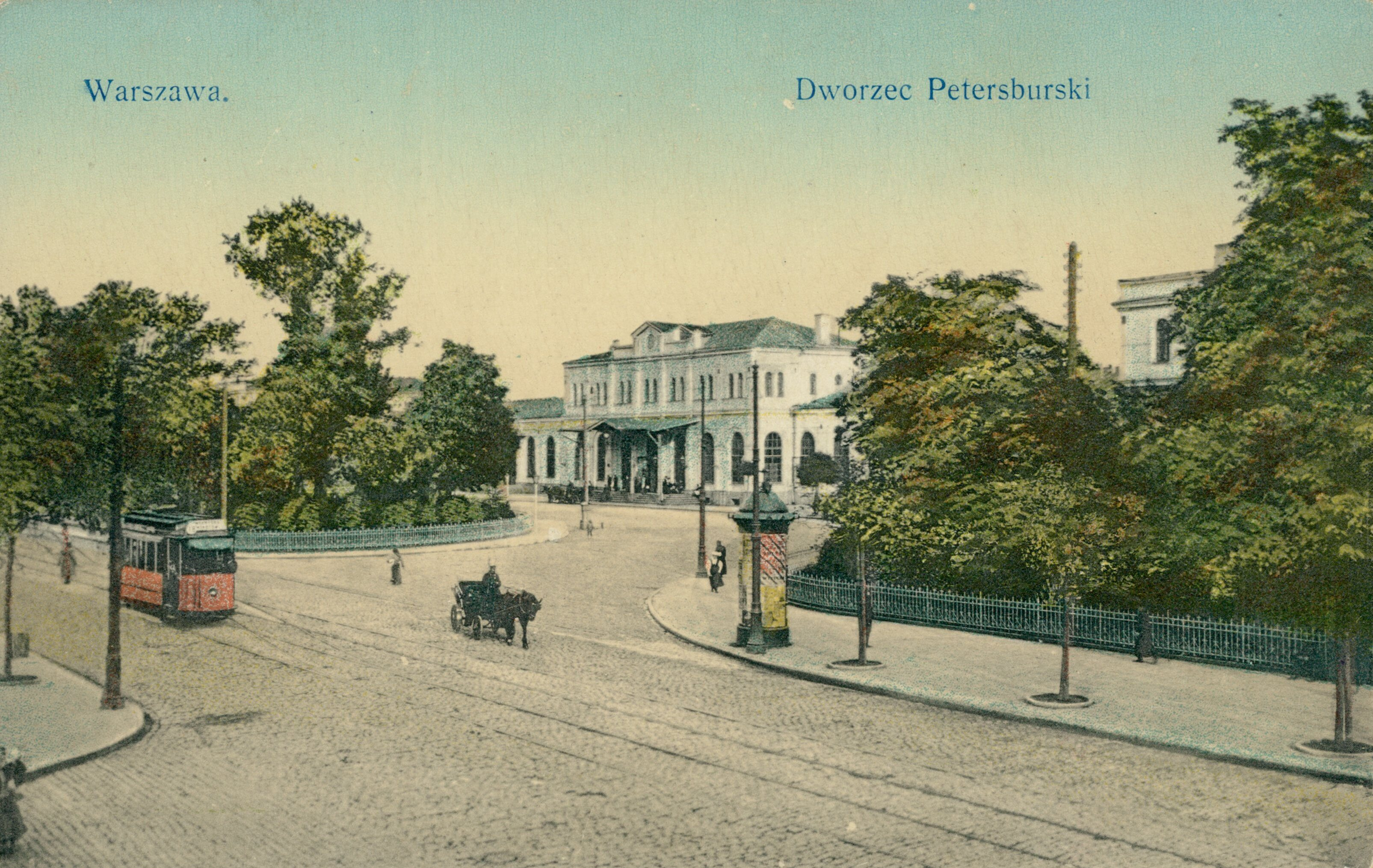
Петроградський вокзал у Варшаві
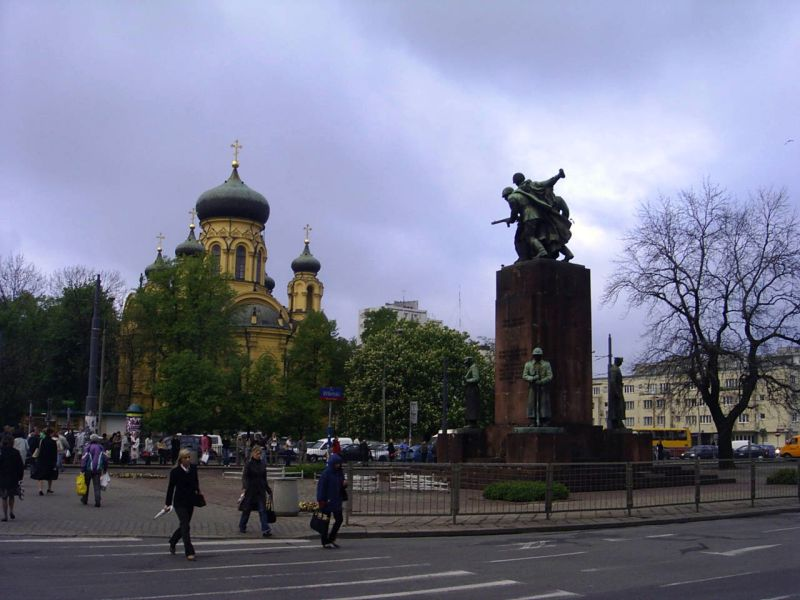
Пам'ятник Братства по зброї
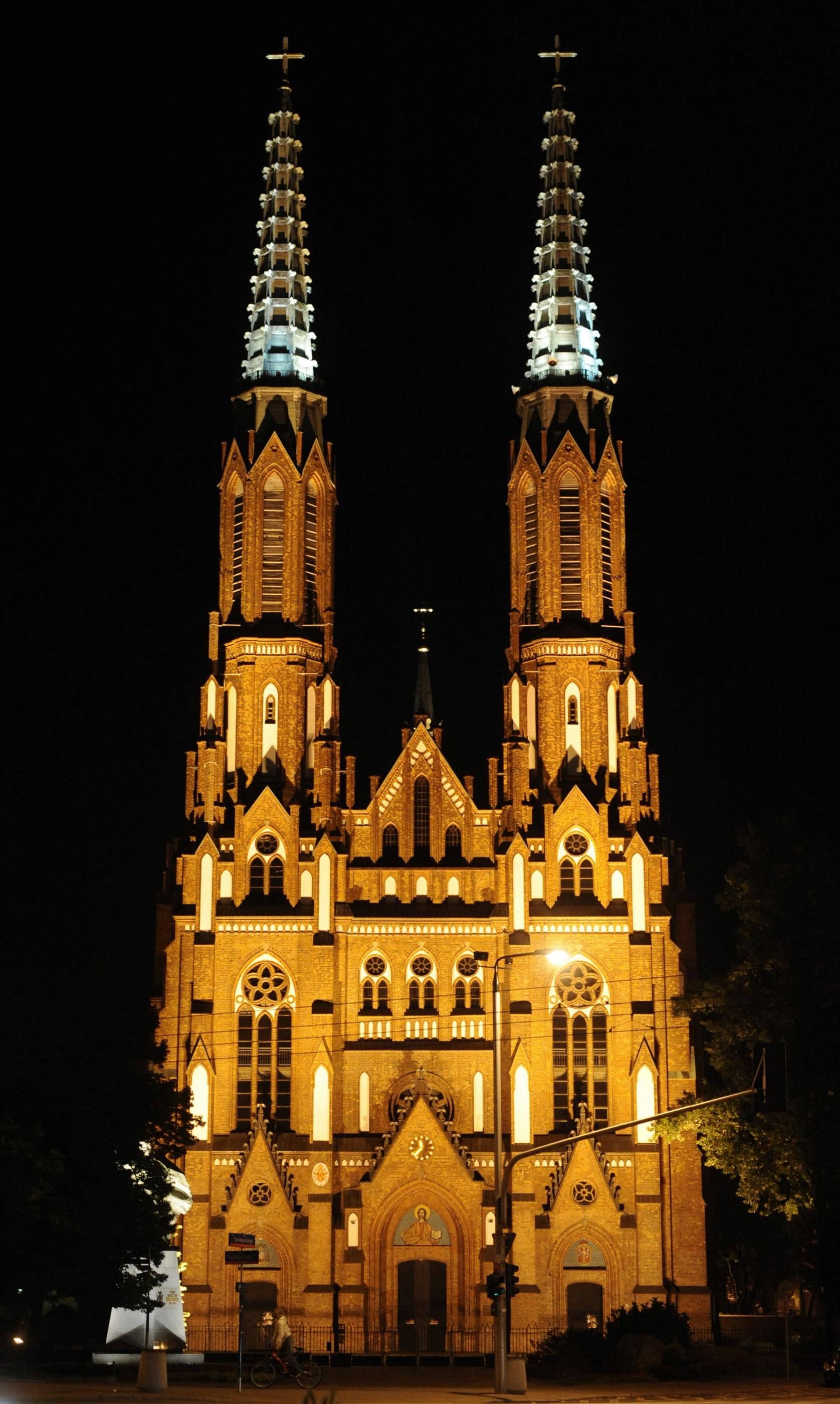
Базиліка Св. Флоріана